# Rico Henry
Rico Antonio Henry (Birmingham, 8 de Julho de 1997) é um futebolista inglês que atua como lateral-esquerdo. Atualmente é jogador do Brentford.
Nascido em Birmingham, Henry começou a jogar bola na base do Cadbury Athletic, indo pro Walsall aos 11 anos. Ele subiu para o time principal em 2014. Teve bons momentos no clube, terminando sua passagem com 57 partidas, 3 gols e 4 assistências.
Foi para o Brentford em 2016, se tornando um dos principais jogadores de lá, e garantindo o acesso do clube na temporada 2020-21. Rico Henry tem mais de 200 partidas pelos Bees, somando mais de 15 participações em gols.
Ele representou a Inglaterra dos níveis Sub-19 e Sub-20, fazendo 7 partidas no total.

## Carreira

### Walsall
Após uma passagem pelo Cadbury Athletic e não ter conseguido passar em um teste do Aston Villa, Henry se juntou ao Walsall aos 11 anos e aos 14 foi convertido de meio-campista para lateral esquerdo. Ele progrediu nas categorias de base para fazer sua primeira aparição profissional não competitiva pelo clube logo após seu aniversário de 16 anos, em um amistoso de pré-temporada contra o Leeds United em julho de 2013. Um ano depois, ele assinou seu primeiro contrato profissional após impressionar no time juvenil do clube. Henry recebeu suas primeiras convocações para o time principal para duas partidas da League One em setembro e outubro de 2014 respectivamente, antes de fazer sua estreia competitiva com uma largada em uma vitória nas semifinais da área norte da EFL Trophy sobre o Tranmere Rovers em 9 de dezembro. Ele fez sua estreia na liga quatro dias depois, jogando os 90 minutos completos de uma vitória por 3-1 sobre o Barnsley. Henry fez mais oito aparições durante a temporada 2014-15, mas seu progresso foi interrompido por uma luxação no ombro. Ele assinou uma extensão de contrato de dois anos em abril de 2015 e foi nomeado o Jovem Jogador do Ano de Walsall.

#### 2015-16
Henry entrou na escalação titular em tempo integral durante a temporada 2015-16. Ele teve uma temporada de sucesso, fazendo 44 aparições, marcando três gols, assinando um novo contrato de três anos e ganhando reconhecimento internacional juvenil da Inglaterra. Walsall desafiou consistentemente a promoção durante a temporada e terminou na terceira posição para se qualificar para uma vaga nos play-offs da League One de 2016, mas a temporada de Henry terminou com uma derrota agregada de 6-1 para o clube eventualmente promovido Barnsley nas semifinais. Ele foi reconhecido por suas atuações durante a temporada, ganhando o prêmio de Jogador Jovem do Mês da Football League em setembro de 2015, além de ser nomeado para o Time do Ano da League One PFA e receber uma indicação para o prêmio de Jogador Jovem do Ano da Football League.

#### 2016-17
Henry fez três aparições no início da temporada 2016-17, antes de sofrer uma luxação no mesmo ombro lesionado anteriormente em fevereiro de 2015, após meia hora de empate por 0-0 com o Oldham Athletic em 13 de agosto de 2016. A aparição no Oldham provou ser a última de Henry pelo Walsall e ele deixou o Estádio Bescot em 31 de agosto. Ele fez 57 aparições e marcou três gols pelo clube.[carece de fontes?]

### Brentford
Em 31 de agosto de 2016, Henry assinou com o clube da EFL Championship Brentford por uma taxa inicial de £1,5 milhões em um contrato de cinco anos, aumentando para £5 milhões. A transferência reuniu Henry com o ex-técnico do Walsall, Dean Smith, e a taxa fez dele a taxa de transferência recorde dos Bees paga por um adolescente. Ele passou por uma cirurgia no ombro deslocado em 8 de setembro e, após retornar à forma, fez sua primeira aparição no Brentford em 21 de fevereiro de 2017, na vitória por 2-1 sobre o Sheffield Wednesday. Ele imediatamente substituiu Tom Field como lateral-esquerdo titular do técnico Dean Smith e fez 12 aparições antes de sua temporada terminar devido a uma lesão no joelho sofrida durante um treinamento no início de maio de 2017.
Henry voltou em forma para o início da temporada 2017-18, mas sua temporada foi encerrada em sua oitava aparição por uma lesão no ligamento cruzado anterior sofrida em um empate por 2-2 com o Middlesbrough em 30 de setembro de 2017, que exigiu cirurgia. Henry retornou ao treinamento de contato total em outubro de 2018 e em 24 de novembro, ele fez sua primeira aparição em quase 14 meses, coincidentemente contra o Middlesbrough, com uma aparição tardia como substituto em uma derrota por 2-1. Ele marcou seu primeiro gol pelo clube em uma vitória por 3-1 sobre o Stoke City em 12 de janeiro de 2019 e suas atuações ao longo do mês levaram à sua indicação para o prêmio de Jogador do Mês dos Fãs da PFA. Uma lesão no pé sofrida em fevereiro fez Henry perder dois meses da temporada e ele encerrou uma campanha afetada por lesões com 16 aparições e um gol.

#### 2019-20
Henry começou a temporada 2019-20 totalmente em forma e assinou um novo contrato de quatro anos em agosto de 2019. Ele fez 51 aparições, o recorde de sua carreira, durante a temporada, que culminou na derrota na final do play-off da Championship de 2020.

#### 2020-21
Quando a temporada 2020-21 de Henry foi interrompida por uma ruptura no tendão da coxa sofrida em fevereiro de 2021, ele havia aparecido em todas as partidas da liga, exceto uma, durante a campanha. Henry voltou para os playoffs de fim de temporada, mas depois de fazer uma participação especial como substituto na primeira partida da semifinal contra o Bournemouth, ele foi descartado pelo restante da temporada com uma ruptura do menisco. Em sua ausência, o Brentford foi promovido à Premier League com a vitória na final do play-off da Championship de 2021. Em reconhecimento ao seu desempenho durante a temporada 2020-21, Henry foi nomeado para a Equipe do Ano do Campeonato PFA.

#### 2021-22 e 2022-23
Henry começou a temporada 2021-22 da Premier League como um lateral-esquerdo sempre presente e marcou em partidas consecutivas da liga em novembro de 2021, o que dobrou sua contagem de gols pelo clube. Em março de 2022, Henry assinou um novo contrato de quatro anos, com a opção de mais um ano e terminou uma temporada de 2021-22 no meio da tabela com 37 jogos e três gols. Ele melhorou sua contagem de jogos para 39 jogos em todas as competições durante a temporada 2022-23.

#### 2023-24
Henry começou a temporada 2023-24 como sempre presente nas partidas da liga, mas sofreu uma lesão no ligamento cruzado anterior em sua quinta aparição, em uma derrota por 1-0 para o Newcastle United em 16 de setembro de 2023.

#### 2024-25
Ele voltou ao treinamento completo em agosto de 2024, mas um "pequeno contratempo" no mês seguinte colocou seu retorno ao treinamento completo em 4 de outubro de 2024. Após o envolvimento em partidas não divulgadas a portões fechados, Henry voltou ao jogo competitivo com uma partida em uma derrota por 1-0 na terceira rodada da FA Cup para o Plymouth Argyle em 11 de janeiro de 2025. Após mais uma aparição, ele sofreu uma lesão no tendão da coxa.

## Carreira internacional
Enquanto era do Sub-12, Henry foi membro da equipe da Inglaterra que competiu na Danone Nations Cup de 2008. Em 10 de novembro de 2015, Henry recebeu sua primeira convocação para a seleção da Inglaterra Sub-19 para partidas amistosas contra a Holanda e o Japão. Ele ganhou quatro partidas no nível Sub-19. Henry foi nomeado para a seleção Sub-20 da Inglaterra para o Torneio das Quatro Nações de 2017 e apareceu em todas as três partidas quando os Young Lions venceram a competição. Henry foi nomeado para a seleção da Inglaterra para a Copa do Mundo FIFA Sub-20 de 2017, mas foi forçado a se retirar devido a uma lesão.

## Estilo de jogo
Rico Henry é descrito como ''um jogador extremamente bom defensivamente, um lateral moderno e visionário, com energia e ritmo''.

## Vida Pessoal
Henry nasceu em Birmingham, West Midlands, e assistiu ao Aston Villa e ao Birmingham City quando jovem.[carece de fontes?] Ele frequentou a Escola Primária da Igreja da Inglaterra de St George e a Escola de Meninos Lordswood em Birmingham.

## Estatísticas

### Clubes
Atualizado em 14 de Janeiro de 2025.
| Clube             | Temporada         | Liga              | Liga  | Liga | FA Cup | FA Cup | Carabao Cup | Carabao Cup | Outros | Outros | Total | Total |
| Clube             | Temporada         | Division          | Jogos | Gols | Jogos  | Gols   | Jogos       | Gols        | Jogos  | Gols   | Jogos | Gols  |
| ----------------- | ----------------- | ----------------- | ----- | ---- | ------ | ------ | ----------- | ----------- | ------ | ------ | ----- | ----- |
| Walsall           | 2014–15           | League One        | 9     | 0    | 0      | 0      | 0           | 0           | 1      | 0      | 10    | 0     |
| Walsall           | 2015–16           | League One        | 35    | 2    | 4      | 0      | 3           | 1           | 2      | 0      | 44    | 3     |
| Walsall           | 2016–17           | League One        | 2     | 0    | —      | —      | 1           | 0           | 0      | 0      | 3     | 0     |
| Walsall           | Total             | Total             | 46    | 2    | 4      | 0      | 4           | 1           | 3      | 0      | 57    | 3     |
| Brentford         | 2016–17           | Championship      | 12    | 0    | 0      | 0      | —           | —           | —      | —      | 12    | 0     |
| Brentford         | 2017–18           | Championship      | 8     | 0    | 0      | 0      | 0           | 0           | —      | —      | 8     | 0     |
| Brentford         | 2018–19           | Championship      | 14    | 1    | 2      | 0      | 0           | 0           | —      | —      | 16    | 1     |
| Brentford         | 2019–20           | Championship      | 46    | 0    | 1      | 0      | 1           | 0           | 3      | 0      | 51    | 0     |
| Brentford         | 2020–21           | Championship      | 30    | 1    | 0      | 0      | 4           | 0           | 1      | 0      | 35    | 1     |
| Brentford         | 2021–22           | Premier League    | 34    | 3    | 1      | 0      | 2           | 0           | —      | —      | 37    | 3     |
| Brentford         | 2022–23           | Premier League    | 37    | 0    | 1      | 0      | 1           | 0           | —      | —      | 39    | 0     |
| Brentford         | 2023–24           | Premier League    | 5     | 0    | 0      | 0      | 0           | 0           | —      | —      | 5     | 0     |
| Brentford         | 2024–25           | Premier League    | 0     | 0    | 1      | 0      | 0           | 0           | —      | —      | 1     | 0     |
| Brentford         | Total             | Total             | 186   | 5    | 6      | 0      | 8           | 0           | 4      | 0      | 205   | 5     |
| Total na Carreira | Total na Carreira | Total na Carreira | 232   | 7    | 10     | 0      | 12          | 1           | 7      | 0      | 262   | 8     |

## Títulos

#### Inglaterra Sub-20
- Torneio das Quatro Nações: 2017[52]

#### Individual
- Time do Ano da PFA: 2020–21[34]
- Time do Ano da PFA League One: 2015–16[17]
- Jogador Jovem do Mês da EFL: Setembro de 2015[16]
- Jogador Jovem do Ano de Walsall: 2014–15[12]